# Yania
Yania is een geslacht van hooiwagens uit de familie Prostygnidae.
De wetenschappelijke naam Yania is voor het eerst geldig gepubliceerd door Roewer in 1919. 

## Soorten
Yania is monotypisch en omvat slechts de volgende soort:
- Yania flavolimbata

Een tweede soort werd later overgebracht, zie Yania metatarsalis Kury, 1994, herzien als
Puna metatarsalis (Kury, 1994) in Villarreal & Kury, 2023: 469.